# Dani Muñoz
Daniel „Dani“ Muñoz Fernández  (* 28. April 2006 in Sevilla) ist ein spanischer Motorradrennfahrer.

## Karriere
Muñoz bestritt 2019 die Nachwuchs-Rennserie European Talent Cup für ONEFOREX CARDOSO SCHOOL RACING. 2020 startete er in der CEV Moto3 JuniorGP sowie parallel im Red Bull MotoGP Rookies Cup und wurde in Letzterem mit zwei Podestplätzen Gesamtsiebter. In der JuniorGP fuhr Muñoz weiterhin für dasselbe Team wie im European Talent Cup; sein Teamkollege war Rookies-Cup-Konkurrent David Muñoz, zu welchem keine Verwandtschaft besteht. In der Saison 2021 fuhr Dani Muñoz für dieselben Rennserien wie im Vorjahr. Er wurde 13. in der JuniorGP mit zwei vierten Plätzen sowie Fünfter mit einem Rennsieg im Rookies Cup.
2022 fuhr Muñoz die ersten fünf Rennen in der JuniorGP, dann wechselte er in die Stock-Klasse der Moto2-Europameisterschaft. Die beste Gesamtplatzierung war ein zehnter Platz, was in der Endwertung den 19. Platz mit 19 Punkten bedeutete. In der Stock-Kategorie fuhr er vier Klassensiege und einen zweiten Platz in fünf von elf Rennen ein. Er schloss die Saison als (Stock-)Vierter ab, obgleich er die halbe Saison verpasst hatte.
2023 wurde die Stock-Klasse eine eigene Serie. Muñoz gewann fünf der sieben ausgetragenen Rennen und wurde überlegen Meister.
Zur Saison 2024 wechselte Dani Muñoz in die Moto2-Europameisterschaft und startete für das Pertamina Mandalika Gas Up Team. Bei seinem ersten Rennen wurde er Siebter. Zudem gab er beim Großen Preis von Frankreich sein Debüt in der Moto2-Klasse der Motorrad-Weltmeisterschaft als Ersatz für den verletzten Bo Bendsneyder. Trotz eines Sturzes wurde der Andalusier 23.

## Statistik
- 2023 – FIM-Stock-Europameister

### In der Motorrad-Weltmeisterschaft
(Stand: Großer Preis von Österreich, 17. August 2025)
| Saison | Klasse | Team                            | Motorrad | Rennen | Siege | Zweiter | Dritter | Poles | Schn. Runden | Punkte | Ergebnis |
| ------ | ------ | ------------------------------- | -------- | ------ | ----- | ------- | ------- | ----- | ------------ | ------ | -------- |
| 2024   | Moto2  | Pertamina Mandalika Gas Up Team | Kalex    | 5      | –     | –       | –       | –     | –            | 0      | 36.      |
| 2025   | Moto2  | Klint Forward Factory Team      | Forward  | 2      | –     | –       | –       | –     | –            | 3      | 29.      |
| 2025   | Moto2  | Red Bull KTM Ajo                | Kalex    | 2      | –     | –       | –       | –     | –            | 3      | 29.      |
| Gesamt | Gesamt | Gesamt                          | Gesamt   | 9      | 0     | 0       | 0       | 0     | 0            | 3      |          |

Einzelergebnisse
| Saison | 1        | 2           | 3         | 4       | 5          | 6          | 7                      | 8           | 9           | 10                     | 11          | 12         | 13         | 14             | 15         | 16         | 17         | 18         | 19         | 20       | 21       | 22       |
| ------ | -------- | ----------- | --------- | ------- | ---------- | ---------- | ---------------------- | ----------- | ----------- | ---------------------- | ----------- | ---------- | ---------- | -------------- | ---------- | ---------- | ---------- | ---------- | ---------- | -------- | -------- | -------- |
| 2024   | Katar    | Portugal    | USA-Texas | Spanien | Frankreich | Katalonien | Italien                | Niederlande | Deutschland | Vereinigtes Konigreich | Osterreich  | Aragonien  | San Marino | Emilia-Romagna | Indonesien | Japan      | Australien | Thailand   | Malaysia   | \|\|     |          |          |
| 2024   |          |             |           |         | 23         | DNF        | 22                     | 20          | 19          |                        |             |            |            |                |            |            |            |            |            |          |          |          |
| 2025   | Thailand | Argentinien | USA-Texas | Katar   | Spanien    | Frankreich | Vereinigtes Konigreich | Aragonien   | Italien     | Niederlande            | Deutschland | Tschechien | Osterreich | Ungarn         | Katalonien | San Marino | Japan      | Indonesien | Australien | Malaysia | Portugal | Valencia |
| 2025   |          |             |           |         |            | 21         | 21                     | 15          |             |                        |             |            | 14         |                |            |            |            |            |            |          |          |          |

| Legende  | Legende            | Legende                                                          |
| Farbe    | Abkürzung          | Bedeutung                                                        |
| -------- | ------------------ | ---------------------------------------------------------------- |
| Gold     | –                  | Sieg                                                             |
| Silber   | –                  | 2. Platz                                                         |
| Bronze   | –                  | 3. Platz                                                         |
| Grün     | –                  | Platzierung in den Punkten                                       |
| Blau     | –                  | Klassifiziert außerhalb der Punkteränge                          |
| Violett  | DNF                | Rennen nicht beendet (did not finish)                            |
| Violett  | NC                 | nicht klassifiziert (not classified)                             |
| Rot      | DNQ                | nicht qualifiziert (did not qualify)                             |
| Rot      | DNPQ               | in Vorqualifikation gescheitert (did not pre-qualify)            |
| Schwarz  | DSQ                | disqualifiziert (disqualified)                                   |
| Weiß     | DNS                | nicht am Start (did not start)                                   |
| Weiß     | WD                 | zurückgezogen (withdrawn)                                        |
| Hellblau | PO                 | nur am Training teilgenommen (practiced only)                    |
| Hellblau | TD                 | Freitags-Testfahrer (test driver)                                |
| ohne     | DNP                | nicht am Training teilgenommen (did not practice)                |
| ohne     | INJ                | verletzt oder krank (injured)                                    |
| ohne     | EX                 | ausgeschlossen (excluded)                                        |
| ohne     | DNA                | nicht erschienen (did not arrive)                                |
| ohne     | C                  | Rennen abgesagt (cancelled)                                      |
| ohne     | keine WM-Teilnahme |                                                                  |
| sonstige | P/fett             | Pole-Position                                                    |
| sonstige | 1/2/3/4/5/6/7/8    | Punktplatzierung im Sprint-/Qualifikationsrennen                 |
| sonstige | SR/kursiv          | Schnellste Rennrunde                                             |
| sonstige | *                  | nicht im Ziel, aufgrund der zurückgelegten Distanz aber gewertet |
| sonstige | ()                 | Streichresultate                                                 |
| sonstige | unterstrichen      | Führender in der Gesamtwertung                                   |